# AquaDom
AquaDom u berlinskoj četvrti Centar bio je najveći samostojeći cilindrični akvarij na svijetu. Od prosinca 2003. do sredine prosinca 2022. bio je svojevrsna turistička atrakcija u predvorju hotela Radisson Blu. 

## Povijest
AquaDom je izrađen od akrilnog stakla kao cilindrična posuda visine 16 i promjera 11,5 metara. Cijela je konstrukcija ukupne visine 25 metara. Posjetitelji su se mogli provozati dizalom kroz cilindričnu unutrašnjost akvarija. U akvariju je u više od 940&nbsp;000 litara morske vode, temperature 26 stupnjeva, živjelo oko 97 različitih vrsta riba, njih ukupno oko 1500.
Nakon višegodišnje izgradnje, AquaDom je otvoren 2. prosinca 2003. Troškovi izgradnje iznosili su 12,8 milijuna eura. Projekt je ostvarila njemačka tvrtka Union Investment, a za provedbu bioloških sadržaja bilo je odgovorno Berlinsko društvo za velike akvarije (njem. Berliner Gesellschaft für Großaquarien). Cilj toga Društva bio je preobraziti AquaDom u umjetni koraljni greben.
Ujutro 16. prosinca 2022. cilindar od akrilnoga stakla je puknuo, a sadržaj akvarija izlio se u predvorje hotela i na okolne ulice, Unutrašnjost hotela velikim je dijelom uništena, a osoblje i gosti evakuirani.

## Dokumentacija
- YouTube: Spiegel TV – Riesen-Aquarium geplatzt – So wurde der Aquadom gebaut (TV reportaža) (njem.)

## Vanjske poveznice
- AquaDom & Sea Life Berlin arhivirana inačica.